# Dacryodes steyermarkii
Dacryodes steyermarkii är en tvåhjärtbladig växtart som beskrevs av Noel Yvri Sandwith. Dacryodes steyermarkii ingår i släktet Dacryodes och familjen Burseraceae. Inga underarter finns listade i Catalogue of Life.